# 福利尼站
福利尼站，是法国的一个铁路车站，位于法国城市福利尼。
福利尼站是一个铁路枢纽，阿让唐—格朗维尔铁路和利松－朗巴勒铁路在此交汇。

## 位置
福利尼站位于福利尼市镇的东北部，阿让唐—格朗维尔铁路116.317公里处和利松－朗巴勒铁路 75.305公里处，距离卡昂大约130公里。车站大致呈东南-西北走向，开口朝东北。

## 现状
尽管福利尼站是一个铁路枢纽，但由于这一地区人口密度较低，加之四个方向的铁路均未电气化，旅速较慢，因此福利尼站的使用人数并不多。

## 设施
福利尼站是一个无人看守的车站，没有人工售票窗口，但设有自动售票机等设施。

## 停靠线路
以下列车线路在福利尼站停靠：
| 福利尼站列车线路表 |            |          |          |                   |
| 线路               | 车种       | 上一站   | 下一站   | 大致运行频率      |
| 巴黎—格朗维尔      | INTERCITÉS | 维勒迪约 | 格朗维尔 | 每天1~2趟         |
| 德勒→格朗维尔      | TER        | 维勒迪约 | 格朗维尔 | 每周一1班（单向） |
| 格朗维尔→阿尔让唐  | TER        | 格朗维尔 | 维勒迪约 | 每周五1班（单向） |
| 卡昂—雷恩          | TER        | 库唐斯   | 阿夫朗什 | 每天3趟左右       |
| 1.                 |            |          |          |                   |

## 配套交通

### 长途客车
| 停靠福利尼站的大巴车 |              | |
| 上下车地点           | 运营单位     | 主要线路及目的地                                                                                    |
| 福利尼站门口         | SNCF Car TER | - 格朗维尔、库唐斯等铁路沿线 - 当某条铁路线施工或罢工时，SNCF可能也会提供途径该线路沿途站点的大巴车 |
| 1. 2.                |              | |

### 市内交通
福利尼站附近暂无城市公共交通线路。

### 社会车辆
福利尼站门口设有社会车辆停车场。

## 临近车站
| 福利尼站（Gare de Folligny）   |                     |                     |
| 上行车站                       | 线路                | 下行车站            |
| 维勒迪约站 15.1km ←            | 阿让唐—格朗维尔铁路 | 格朗维尔站 → 19.7km |
| 库唐斯站 27.3km ←              | 利松－朗巴勒铁路    | 阿夫朗什站 → 18.6km |
| - 本表仅显示运营中的线路及车站 |                     |                     |